# When Worlds Collide
«When Worlds Collide» (с англ. — «Когда миры сталкиваются») — сингл американской рок-группы Powerman 5000, выпущенный в поддержку их второго студийного альбома Tonight the Stars Revolt!.

## О сингле
Песня является одной из самых популярных у группы и часто исполняется на концертах. Лидер Powerman 5000 Spider One (Майкл Дэвид Каммингс) заявил, что «When Worlds Collide» повествует о постоянном конфликте социальных классов, происходящих в обществе. К композиции снят видеоклип.
Трек был использован в видеоиграх WWE SmackDown! vs. Raw, Tony Hawk’s Pro Skater 2 и в фильме «Никки, дьявол-младший». Также «When Worlds Collide» используется как вступительная песня перед футбольными соревнованиями Университета Пердью.

## Список композиций
CD
| №  | Название              | Длительность |
| -- | --------------------- | ------------ |
| 1. | «When Worlds Collide» | 2:57         |

Компакт-кассета
| №  | Название              | Длительность |
| -- | --------------------- | ------------ |
| 1. | «When Worlds Collide» | 2:57         |
| 2. | «The Son of X-51»     | 2:58         |

## Участники записи
| Powerman 5000 - Spider One (Майкл Дэвид Каммингс) — вокал - Adam 12 (Адам Уилсон) — гитара - M.33 (Майк Темпеста) — гитара - Dorian 27 (Дориан Хиртсонг) — бас-гитара - АI 3 (Аллен Пээниш) — барабаны | Другой персонал - Скотт Олсон, Марк Лакорте — программинг - Фрэнк Грайнер — сведение - Том Бейкер — мастеринг - Сильвия Мэсси — продюсирование - Чепмен Бейлер — фотограф |

## Позиции в чартах
| Чарт (1999)                          | Высшая позиция |
| ------------------------------------ | -------------- |
| Billboard Hot Mainstream Rock Tracks | 16             |
| Billboard Hot Modern Rock Tracks     | 18             |